# Pachites appressus
Pachites appressus är en orkidéart som beskrevs av John Lindley. Pachites appressus ingår i släktet Pachites och familjen orkidéer. Inga underarter finns listade i Catalogue of Life.